# Afrilobus australis
Afrilobus australis là một loài nhện trong họ Orsolobidae.
Loài này thuộc chi Afrilobus. Afrilobus australis được Griswold & Norman I. Platnick miêu tả năm 1987.